# Peter Zihlmann (Jurist)
Peter Zihlmann (* 29. Mai 1938 in Basel) ist ein Schweizer Jurist und Publizist.

## Leben
Zihlmann war nach Studien in Basel, New York und Paris zuerst als Rechtskonsulent eines Chemiekonzerns und dann in einer Handelsfirma, ab 1973 als selbständiger Rechtsanwalt, Notar und nebenamtlicher Richter in Basel tätig, von 1980 bis 2000 als ausserordentlicher Mietgerichtspräsident. Er spezialisierte sich auf Strafverteidigungen, verteidigte von 1986 bis 2003 den Financier André Plumey in dessen Strafprozessen und lieferte der Schweizer Justiz einen Kampf um die Gewährung von Grundrechten im Strafprozess und erreichte 1991 die Verurteilung der Schweiz in Straßburg wegen Verletzung der Europäischen Menschenrechtskonvention infolge Fehlens des Haftrichters.
Durch Publikationen, Aufrufe an Strafrichter und die Aktion «Kauf eines Jahres Freiheit für Menschen in Not» setzte er sich dafür ein, dass Geldbussen, die nicht bezahlt werden konnten, nicht in Freiheitsstrafe umgewandelt werden. Während der Basler Justizaffäre im Jahr 1998 verteidigte er die von den Justizorganen als V-Frau missbrauchte Graziella Klages vor Gericht. Er setzte sich seit 2004 durch Publikationen und Aktionen gegenüber Behörden und der Öffentlichkeit erfolgreich dafür ein, dass eine zu Unrecht aus der Schweiz ausgewiesene Kosovarin 2010 wieder in die Schweiz zur Familie zurückkehren durfte.
Von 1994 bis 2004 war er für die gemeinnützige Gérard Kraemer-Stiftung als «privater Ombudsmann» tätig und beriet Menschen in Not. 2012 moderierte er mit Norbert Brakenwagen die TV-Serie "Recht und Unrecht" der Sendung TimeToDo auf Schweiz 5.
Seit 2002 ist er Gründungsmitglied der International Association Against Psychiatric Assault (IAAPA) in Basel, die sich gegen die „Zwangspsychiatrie“ wendet.
Neben juristischen Fachbüchern vor allem zum Mietrecht publizierte er zahlreiche Bücher und Artikel in Zeitschriften. Seine Werke zeichnen sich durch Sachkenntnis und Justizkritik aus, hinterfragen das Recht grundsätzlich und setzen sich mit den Themen von Recht und Gerechtigkeit auseinander. Er stellte sich auf die Seite der bedrängten, verfolgten und ungerecht behandelten Menschen.

## Werke
- Der Fall Plumey, die Ware Wahrheit. Slatkine, Genf 1995, ISBN 2-05-101428-0 (L’affaire Plumey, übersetzt von Anne Toia).
- Die Tochter des Magistraten. Des ersten Staatsanwalts letzter Fall – Jusitizroman. Basler Zeitung, Basel 1998, ISBN 3-85815-323-0.
- Justiz im Irrtum. Rechtsbruch und Rechtsspruch in der Schweiz. Schulthess, Zürich 2000, ISBN 3-7255-3982-0.
- Macht Strafe Sinn? Sieben Fragen und zwölf Geschichten über Recht und Gerechtigkeit. Schulthess, Zürich/Basel/Genf 2002, ISBN 3-7255-4394-1.
- Das Gesetz über dem Recht. Ratgeber für Suchende nach Recht und Gerechtigkeit. Schulthess, Zürich/Basel/Genf 2003, ISBN 3-7255-4661-4.
- Der Börsenguru. Aufstieg und Fall des Dieter Behring. Orell Füssli, Zürich 2005, ISBN 3-280-05144-4.
- Dr. Guido A. Zäch. Täter oder Wohltäter? Orell Füssli, Zürich 2007, ISBN 978-3-280-06096-4.
- Basel–Pristina oder die Blutrache in der Schweiz. Orell Füssli, Zürich 2007, ISBN 978-3-280-06084-1 (Von Alain Godet in den DOK-Filmen Am helllichten Tag, 2008, und Todesschüsse in Basel, 2010, in Zusammenarbeit mit dem Autor für SF 1 und 3sat verfilmt).
- Richter Hartmanns letzte Aufzeichnungen zur Basler Justizaffäre. Aus dem Nachlass des Richters, der mit sich selbst hart ins Gericht ging. Arte Legis, Basel 2009, ISBN 978-3-03-751212-8.
- Der Richter und das Mädchen. Stämpfli, Bern 2011, ISBN 978-3-7272-1169-0.
- Drei Tränen für Jerry. Requiem für einen Fehlbaren. Arte Legis, Basel 2014, ISBN 978-3-906293-00-4.
- Hassan und Marion – Ein ungleiches Paar. Arte Legis Editions, Basel 2017, ISBN 978-3-906293-06-6
- Richter, was spricht das Recht?  – Thema: Richten und Verurteilen. Arte Legis Editions, Basel 2023, ISBN 978-3-906293-11-0.
- Wo bist Du? Eines langen Lebens Reise ins Vergessen. Arte Legis Editions, Basel 2024, ISBN 978-3-906293-12-7.